# Zima
| Оценки критиков | Оценки критиков |
| Источник        | Оценка          |
| --------------- | --------------- |
| InterMedia      | 7/10            |

Zima — мини-альбом российской певицы Zivert, выпущенный 16 декабря 2022 года на лейблах «Первое музыкальное» и «Семья». Фактически, альбом представляет собой переиздание эксклюзивного релиза артистки для сервиса Apple Music — Home Session, который был выпущен в январе 2022 года. Все треки были записаны на домашней студии.
В альбом вошли кавер-версии таких песен как «Айсберг» Аллы Пугачёвой, «Кабы не было зимы» из мультфильма «Зима в Простоквашино» и «Дискотека на двоих» Lyriq. Также для альбома была записана рок-версия песни «Многоточия».

## Отзывы критиков
Алексей Мажаев из InterMedia положительно оценил альбом, поставив ему оценку в семь из десяти баллов. Говоря о песнях, он отметил, что исполнять «Айсберг» Пугачёвой в настоящее время выглядит «смелым поступком», а вот из кавера на «Кабы не было зимы» получилась «совершенно новая вещь, которая сильно удивила бы Крылатова и Толкунову, так как звучит в совсем не зимнем стиле фанк — „непривычно, но симпатично“». В «Дискотеке на двоих», он увидел «нежнейший, почти интимный соул-дуэт, под который можно качественно погрустить в Новый год», что касается рок-«Многоточий», по его мнению, «мини-альбом нуждался в такой бодрой и ритмичной концовке, заодно намекающей на то, что Zivert может очень интересно проявить себя в рок-жанре».

## Список композиций
| №                   | Название                                 | Автор(ы)                                                | Длительность |
| ------------------- | ---------------------------------------- | ------------------------------------------------------- | ------------ |
| 1.                  | «Айсберг»                                | Игорь Николаев, Лидия Козлова                           | 3:02         |
| 2.                  | «Кабы не было зимы» (совместно с Lyriq)  | Евгений Крылатов, Юрий Энтин, Леонид Ширин, Юлия Зиверт | 2:28         |
| 3.                  | «Дискотека на двоих» (совместно с Lyriq) | Леонид Ширин, Богдан Леонидович                         | 3:03         |
| 4.                  | «Многоточия» (Rock)                      | Самвел Варданян, Богдан Леонидович, Юлия Зиверт         | 3:20         |
| Общая длительность: | Общая длительность:                      | Общая длительность:                                     | 11:54        |